# Allodontina apicalis
Allodontina apicalis är en fjärilsart som beskrevs av Sergius G. Kiriakoff 1974. Allodontina apicalis ingår i släktet Allodontina och familjen tandspinnare. Inga underarter finns listade i Catalogue of Life.